# Alston Scott Householder

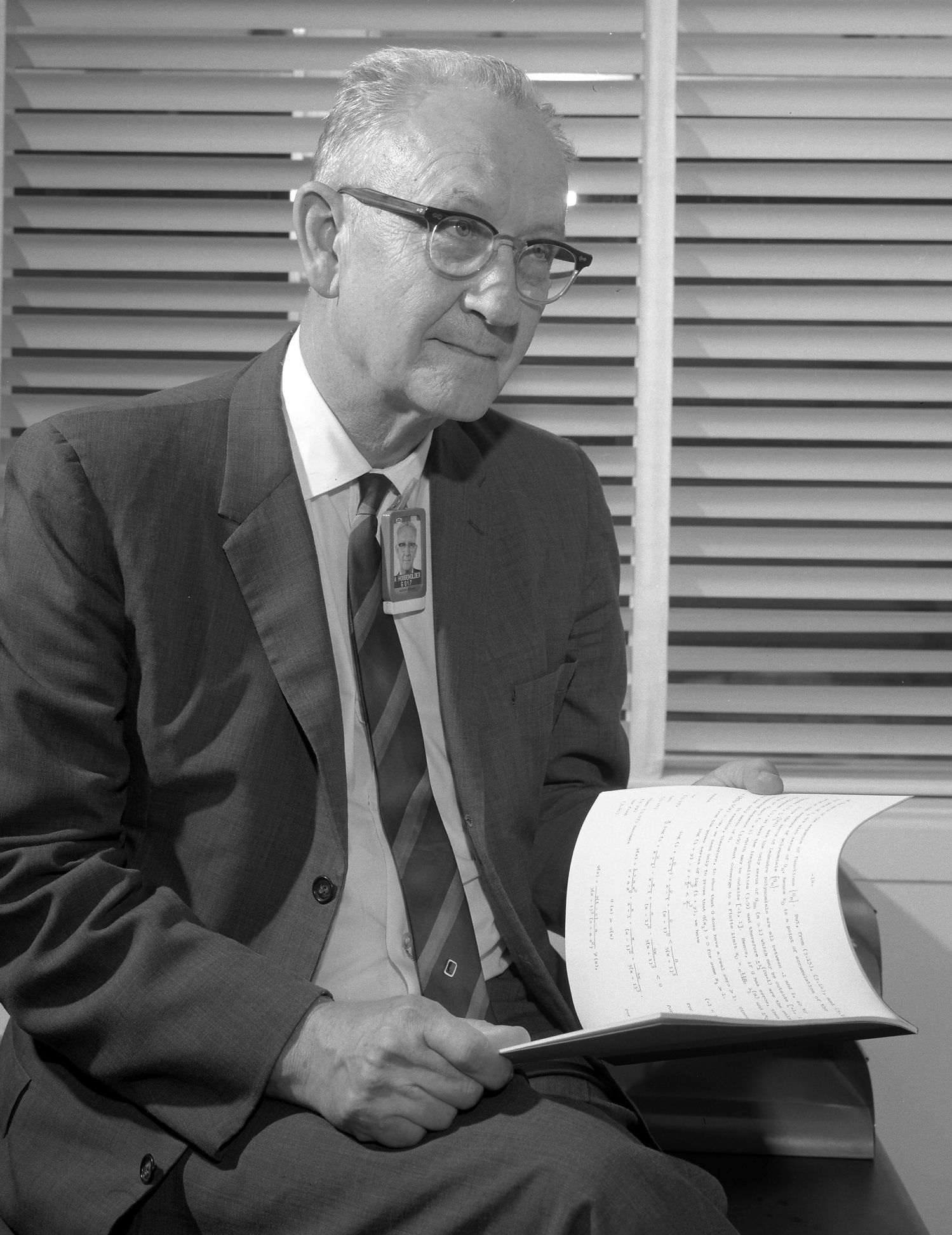
Alston Scott Householder

Alston Scott Householder (Rockford, 5 maggio 1904 – Malibù, 4 luglio 1993) è stato un matematico statunitense, dedicatosi soprattutto alla biologia matematica e all'analisi numerica.

## Biografia
Trascorre la giovinezza nell'Alabama; dalla Northwestern University di Evanston, Illinois riceve un BA in filosofia nel 1925 e dalla Cornell University di Ithaca, New York riceve un MA, sempre in filosofia nel 1927.
Successivamente insegna matematica in diversi ambienti e si prepara per un PhD in matematica che consegue nel 1937 alla Università di Chicago, discutendo una tesi sul Calcolo delle variazioni.
Dal 1937 per otto anni si dedica alle applicazioni della matematica alla biologia nell'ambito di un Committee for Mathematical Biology dell'Università di Chicago, con un gruppo di giovani ricercatori raccolto intorno a Nicolas Rashevsky. Il suo lavoro di questi anni ha esercitato grande influenza sulla biologia matematica. 
Lascia questo ambiente nel 1944 per partecipare allo sforzo bellico e nel 1946 entra a far parte della Mathematics Division dell'Oak Ridge National Laboratory della quale diventa direttore nel 1948; in questo periodo sposta i suoi interessi verso l'Analisi numerica. Nel 1969 lascia l'ORNL e diventa professore di Matematica presso l'Università del Tennessee, ricoprendo anche la carica di chairman. Nel 1974 si ritira a Malibù, California.
Householder ha contribuito in vari modi alla organizzazione della ricerca. È stato vice presidente dell'American Mathematical Society, presidente della SIAM e della Association for Computing Machinery. Ha fatto parte dei comitati di redazione dei periodici Psychometrika, Numerische Mathematik, Linear Algebra and Its Applications, ed è stato editor in chief del SIAM Journal on Numerical Analysis. Ha reso disponibile la sua ampia bibliografia personale sull'algebra numerica in forma di indice KWIC. Ha organizzato le importanti Gatlinburg Conferences, che ora proseguono con il nome di Householder Symposia.